# Кафтино (озеро)
Ка́фтино — озеро на севере Тверской области России, в Бологовском районе, в 20 километрах на северо-восток от г. Бологое. Озеро принадлежит бассейну Балтийского моря, из него вытекает речка Кемка, приток Березайки, впадающей, в свою очередь, во Мсту.
Площадь водосборного бассейна — 707 км². Высота над уровнем моря — 158,1 м. 
В месте истока Кемки в 1834 году была построена плотина, фактически превратившая озеро в водохранилище. До постройки плотины площадь озера составляла 32 км². Кафтино — одно из самых глубоких озёр Тверской области и всего региона, наибольшая глубина озера — 39 метров.
Озеро имеет сильно вытянутую с севера на юг форму. Местами озеро сужается до ширины в несколько сот метров, в одном из таких мест в центральной части озера через него построен железнодорожный мост дороги Бологое — Бежецк — Сонково. В этом месте на восточном берегу озера находится село Кафтино и одноимённая железнодорожная станция.
Берега озера лесистые, местами заболоченные, чрезвычайно изрезанной формы. На некоторых участках берега сильно заросли камышом и тростником. На озере несколько островов.
В озеро впадает несколько небольших ручьёв и речек, крупнейшая из которых, Коломенка впадает в северо-западную часть Кафтино. Кемка вытекает из длинного и узкого северо-восточного залива озера, который до постройки плотины на Кемке был частью реки.
Озеро популярно среди охотников и рыбаков. Несмотря на большую популярность бассейна Мсты у водных туристов Кафтино редко используется для водных походов из-за мелководности Кемки.